# Равдель, Адольф Аркадьевич
Адольф Аркадьевич Равдель (23 ноября 1900, Ростов-на-Дону, область Войска Донского — 8 мая 1984, Ленинград) — советский химик и военный, доктор химических наук, специалист в физической химии и химической и дымовой защиты, инженер-полковник, кавалер ордена Ленина, дважды ордена Красного Знамени и ордена Красной Звезды.

## Биография
Адольф Аркадьевич Равдель родился на рубеже XIX и XX веков в еврейской семье. Его родителями были Арон (Аркадий) Михайлович Равдель, сын бедного преподавателя еврейского языка, и Розалия Исаевна, урождённая Златопольская. Отец Адольфа прошел путь от помощника аптекаря, отсидевшего в молодости в 1892 году два года «за политику», до управляющего банком. Однако, несмотря на деловой успех отца, сын Адольф увлёкся революционными идеями и стал посещать марксистские кружки.
Адольф Равдель окончил гимназию в Мариуполе в 1918 году и поступил в университет в Харькове, но уже 1 июля 1919 года был призван в РККА и отправлен в Москву для прохождения военно-инженерных курсов (ВИК). По окончании курсов в качестве красного командира в 1919 году принял участие в войне с Польшей, был награждён часами с формулировкой «честному бойцу РККА». Вступил в ВКП(б) в 1920 году.
В 1922 году, не прерывая военной службы, Равдель продолжил обучение в Петербургском университете, после чего служил в Военно-морской академии имени К. Е. Ворошилова, специализируясь на химической и дымовой защите, был заведующим кафедры Военно-морской академии.
Карьера Равделя была прервана арестом по политическим обвинениям в 1937 году, после которого велось два следствия. Он побывал в нескольких тюрьмах, но, несмотря на давление следствия, не подписал никаких признаний и был освобождён вскоре после устранения Н. И. Ежова.
После войны Равдель получил высокие награды: два Ордена Красного Знамени Орден Красной Звезды и высшую награду СССР — Орден Ленина, но вскоре вновь попал в поле зрения НКВД уже в рамках кампании по борьбе с «космополитизмом». Благодаря поддержке своего начальника — капитана 1-го ранга А. С. Антипова, Равделю удалось уволиться из армии в 1950 году с сохранением всех льгот в звании инженер-полковника. После этого работал доцентом и потом профессором в Технологическом институте (ЛТИ) и консультантом в Северо-Западном политехническом институте; в 1950 году получил звание кандидата химических наук.
Был дважды женат, в обоих браках имел по ребёнку. Умер в 1984 году в Ленинграде и похоронен на Преображенском кладбище. Потомки Адольфа Аркадьевича Равделя живут в Израиле и США.

## Научная деятельность
Исследовательская деятельность Равделя в военной области была глубоко засекречена. В ЛТИ он являлся одним из главных специалистов по физической химии, был очень популярным лектором и написал ряд пособий и справочников, выдержавших множество изданий и переведённых на несколько языков.
Когда Академия наук СССР издавала труды Д. И. Менделеева, Адольф Равдель выполнил почётную роль — написал примечания к работам классика науки.
Собственные научные интересы А. А. Равделя охватывали термодинамику растворов, кинетику гетерогенных процессов, диффузию и роль сольватации в растворах, за исследования в этих областях он получил в 1968 году звание доктора химических наук. Равдель также изучал электрохимические процессы растворения металлов в растворах, создав новое научное направление на кафедре, и вёл консультации по различным вопросам теоретической химии. Он стал соавтором около 150 научных работ, под его научным руководством было защищено около 15 кандидатских диссертаций.

## Сканированные документы

Опись имущества Равделей, 1939
Опись, стр. 1
Опись, стр. 2

Арон Михайлович Равдель, аптекарский помощник
Свидетельство Московского Университета, 1890
Трудовой стаж помощника аптекаря, обложка

## Избранные публикации
- Менделеев, Дмитрий Иванович. Растворы / Редактор К. П. Мищенко, Комментатор А. А. Равдель. — М.: Издательство Академии наук СССР, 1959. — 1164 с. — (Классики науки). — 4000 экз.
- К. П. Мищенко, А. А. Равдель. КРАТКИЙ СПРАВОЧНИК ФИЗИКО-ХИМИЧЕСКИХ ВЕЛИЧИН. — 7-е изд. — Л., 1974. — 200 с. Архивировано 7 марта 2022 года.
- Барон Н. М.,  А. М. Пономарева, А. А. Равдель, З. Н. Тимофеева. КРАТКИЙ СПРАВОЧНИК ФИЗИКО-ХИМИЧЕСКИХ ВЕЛИЧИН /  А. М. Пономарева, А. А. Равдель. — 9-е изд. — Л., 1998. — 232 с. — ISBN 5-86457-116-4. Архивировано 7 марта 2022 года.
- А. М. Пономарева, А. А. Равдель. КРАТКИЙ СПРАВОЧНИК ФИЗИКО-ХИМИЧЕСКИХ ВЕЛИЧИН. — 10-е изд. — Л., 2016. — 240 с. Архивировано 16 сентября 2024 года.
- Мищенко К.П., Равдель А. А. Практические работы по физической химии. — 3-е изд. — Л., 1967. — 348 с. Архивировано 17 сентября 2024 года.
- Акулова Ю. П.,  Афанасьев Б. Н., Барон Н. М. [и др.] Практические работы по физической химии : учеб. пособие для вузов / ред. Мищенко К. П., Равдель А. А., Пономарева А. М.. — 5-е изд. — СПб.: Профессия, 2002. — 382 с. — ISBN 5-93913-027-5.
- Mischenko K.P.,  Ravdel A.A.,  Ponomariova A.M. PRACTICAS DE QUIMICA FISICA = Практические работы по физической химии (итал.). — М.: Editorial MIR, 1985. Архивировано 19 сентября 2024 года.
- K. P. Míschenko,  A. A. Ravdel, A. M. Ponomariova. Prácticas de química física = Практические работы по физической химии (исп.). — М.: Rusia Mir, 1985. — 439 p.
- Л. Я. Кремнев., Л. А. Никишечкина,А. А. Равдель. Об устойчивости эмульсий // Доклады Академии наук. — 1963. — Т. 152, № 2. — С. 374—376. — ISSN 2686-7389.
- Симоненко, Зинаида; Виктор Фейгельс & Григорий Шмуйлович et al., "Способ определения коэффициентов молекулярной диффузии в жидкостях и устройство для его реализации", SU SU976307A1, published 1980-11-10